# Stole Dimitrievski
Stole Dimitrievski (makedonska: Столе Димитриевски), född 25 december 1993, är en makedonsk fotbollsspelare (målvakt) som spelar för Valencia och Nordmakedoniens landslag.

## Karriär
Den 12 juni 2024 värvades Dimitrievski av Valencia, där han skrev på ett tvåårskontrakt.